# Encyclia lineariloba
Encyclia lineariloba är en orkidéart som beskrevs av Carl Leslie Withner. Encyclia lineariloba ingår i släktet Encyclia och familjen orkidéer. Inga underarter finns listade i Catalogue of Life.